# Modern Family (3.ª temporada)
A terceira temporada da série de televisão de comédia Modern Family foi encomendada pela American Broadcasting Company (ABC) em 10 de janeiro de 2010, estreou em 21 de setembro de 2011 e foi finalizada em 23 de maio de 2012, contando com 24 episódios. A temporada foi produzida pela 20th Century Fox Television em associação com a Lloyd-Levitan Productions, com os criadores da série Christopher Lloyd e Steven Levitan como showrunners e produtores executivos. A temporada foi ao ar na temporada de transmissão de 2011-12 às noites de quarta-feira às 21h00, horário do leste dos EUA.
Esta é a primeira temporada a contar com uma mudança no elenco principal, com a introdução de Aubrey Anderson-Emmons como Lily, em substituição das gêmeas Ella Hiller e Jaden Hiller.
A terceira temporada estrela Ed O'Neill como Jay Pritchett, Sofía Vergara como Gloria Delgado-Pritchett, Julie Bowen como Claire Dunphy, Ty Burrell como Phil Dunphy, Jesse Tyler Ferguson como Mitchell Pritchett, Eric Stonestreet como Cameron Tucker, Sarah Hyland como Haley Dunphy, Ariel Winter como Alex Dunphy, Nolan Gould como Luke Dunphy, Rico Rodriguez como Manny Delgado e Aubrey Anderson-Emmons como Lily Tucker-Pritchett.
A temporada terminou com uma audiência média de de 12.93 milhões de telespectadores e ficou classificada em 15.º lugar na audiência total e classificada em 4.º no grupo demográfico de 18 a 49 anos. Esta temporada, como as anteriores, ganhou o Primetime Emmy Awards em Melhor Série de Comédia, Melhor Ator Coadjuvante em Série de Comédia, por Eric Stonestreet (terceiro consecutivamente e segundo para Stonestreet), Melhor Atriz Coadjuvante em Série de Comédia, por Julie Bowen (segundo consecutivo), junto com Melhor Direção de Série de Comédia por Steven Levitan, entre as quatorze indicações que recebeu. Também ganhou o Globo de Ouro de Melhor Série de Televisão - Musical ou Comédia.

## Elenco e personagens

### Principal
- Ed O'Neill como Jay Pritchett
- Sofía Vergara como Gloria Delgado-Pritchett
- Julie Bowen como Claire Dunphy
- Ty Burrell como Phil Dunphy
- Jesse Tyler Ferguson como Mitchell Pritchett
- Eric Stonestreet como Cameron Tucker
- Sarah Hyland como Haley Dunphy
- Ariel Winter como Alex Dunphy
- Nolan Gould como Luke Dunphy
- Rico Rodriguez como Manny Delgado
- Aubrey Anderson-Emmons como Lily Tucker-Pritchett.

### Recorrente
- Reid Ewing como Dylan Marshall
- David Cross como Duane Bailey

### Participações
- Tim Blake Nelson como Hank
- Jennifer Tilly como Darlene
- Leslie Mann como Katie
- Josh Gad como Kenneth Ploufe
- Kevin Hart como Andre
- Don Lake como Dr. Sendroff
- Greg Kinnear como Tad
- Bobby Cannavale como Lewis
- Ellen Barkin como Mitzi Roth
- Barry Corbin como Merle Tucker
- Matt Prokop como Ethan
- Chazz Palminteri como Shorty

## Episódios
| N.º na série | N.º na temp. | Título                    | Dirigido por    | Escrito por                                                           | Exibição original       | Cód. de produção | Audiência (milhões) |
| --- | ------------ | ------------------------- | --------------- | --------------------------------------------------------------------- | ----------------------- | ---------------- | ------------------- |
| 49 | 1            | "Dude Ranch"              | Jason Winer     | Paul Corrigan & Brad Walsh & Dan O'Shannon                            | 21 de setembro de 2011  | 3ARG03           | 14.52               |
| Enquanto estavam de férias no Lost Creek Ranch em Jackson Hole, Wyoming, as três famílias tentaram um pouco de pastoreio de gado, tiro ao alvo e passeios a cavalo. Há também algumas grandes estreias, uma grande surpresa e um confronto real entre Jay e um cowboy chamado Hank (Tim Blake Nelson). |              |                           |                 |                                                                       |                         |                  |                     |
| 50 | 2            | "When Good Kids Go Bad"   | Michael Spiller | Jeffrey Richman                                                       | 21 de setembro de 2011  | 3ARG02           | 14.54               |
| Mitchell e Cameron planejam uma noite com toda a família para dar a feliz notícia de que estão tentando adotar outra criança. No entanto, as coisas vão mal quando percebem que Lily pode não aceitar outro bebê na casa. Enquanto isso, Claire e Jay estão cada um focados em provar um ponto. |              |                           |                 |                                                                       |                         |                  |                     |
| 51 | 3            | "Phil on Wire"            | Jason Winer     | História por : Bianca Douglas & Danny Zuker Roteiro por : Danny Zuker | 28 de setembro de 2011  | 3ARG01           | 13.45               |
| O vínculo crescente entre Jay e a cadela Stella irrita Gloria. Enquanto isso, Phil e Luke vão tentar andar de corda bamba, mas é Claire que dá os passos em falso enquanto tenta ensinar uma lição de vida às garotas. A dieta de Cam rapidamente cria tensão entre ele e Mitchell. |              |                           |                 |                                                                       |                         |                  |                     |
| 52 | 4            | "Door to Door"            | Chris Koch      | Bill Wrubel                                                           | 5 de outubro de 2011    | 3ARG04           | 13.24               |
| Jay está determinado a ajudar Manny a vender papel de embrulho para um evento de arrecadação de fundos para a escola. Claire pede à cidade que uma placa de pare seja instalada em um cruzamento de alto tráfego. Mitchell quer provar para Cameron que não é viciado em limpeza e Cam quer provar que pode arrumar toda a bagunça, e nenhum deles recua; Phil e Luke querem fazer um vídeo viral, e Gloria está desesperada para encontrar Stella, depois que a deixou escapar. |              |                           |                 |                                                                       |                         |                  |                     |
| 53 | 5            | "Hit and Run"             | Jason Winer     | Elaine Ko                                                             | 12 de outubro de 2011   | 3ARG06           | 13.65               |
| Jay está frustrado no trabalho, Manny está estressado com o trabalho da escola, Gloria gostaria de ajudar, mas parece que ninguém quer. Phil e Claire correm e encontram o vereador Duane Bailey novamente, que está fazendo campanha para sua reeleição. Mitch e Cam se envolvem em um acidente de carro e quem bateu o carro foge, e Mitchell não quis persegui-lo. Todos os homens da família vão tomar providências sobre um garoto que está dando problemas para Haley. |              |                           |                 |                                                                       |                         |                  |                     |
| 54 | 6            | "Go Bullfrogs!"           | Scott Ellis     | Abraham Higginbotham                                                  | 19 de outubro de 2011   | 3ARG07           | 13.04               |
| Quando Phil leva Haley para sua antiga faculdade em uma viagem para visitar faculdades, Claire, tendo uma rara noite sozinha, convence Mitchell e Cameron a incluí-la na noite de diversão com os garotos, mas ela acaba sozinha com um doce homem particular que não é nada gay. Enquanto isso, Gloria e Jay lidam com uma situação potencial em casa que pode exigir ter "A Conversa" com Manny. |              |                           |                 |                                                                       |                         |                  |                     |
| 55 | 7            | "Treehouse"               | Jason Winer     | Steven Levitan                                                        | 2 de novembro de 2011   | 3ARG08           | 13.37               |
| Sair com Shorty (Chazz Palminteri) e sua namorada, Darlene (Jennifer Tilly), faz com que Gloria tenha inveja de o quanto os dois são amorosos como um casal, então ela dá um ultimato a Jay: comprometer-se com uma noite de dança salsa ou outra coisa. Enquanto isso, Cameron leva uma aposta um pouco longe demais quando Mitchell e Crispin desafiam ele conseguir o número de uma garota no bar (Leslie Mann), Phil constrói uma casa na árvore para Luke, mas acaba por ser o único a fazer um novo amigo. |              |                           |                 |                                                                       |                         |                  |                     |
| 56 | 8            | "After the Fire"          | Fred Savage     | Danny Zuker                                                           | 16 de novembro de 2011  | 3ARG09           | 12.91               |
| Depois da casa de um vizinho pegar fogo, a família inteira se une em uma comunidade para doações. Como Jay machuca a lombar, Cameron assume as tarefas de Jay em buscar um enorme caminhão, Claire descobre que Mitchell e Gloria tem passado muito tempo juntos, e Luke e Manny colocam as mãos em alguns dos brinquedos doados. |              |                           |                 |                                                                       |                         |                  |                     |
| 57 | 9            | "Punkin Chunkin"          | Michael Spiller | Ben Karlin                                                            | 23 de novembro de 2011  | 3ARG05           | 12.72               |
| Quando um vizinho antigo retorna para a cidade como um bilionário da internet de enorme sucesso, Phil fica pensamento que poderia ter sido ele. Jay sente que Manny poderia usar uma pequena dose de crítica construtiva, e Cameron é ofendido quando Mitchell questiona a autenticidade de suas histórias infantis coloridas. Tudo vem à tona na Ação de Graças com a família dividida entre os "sonhadores" e os "Pritchetts". |              |                           |                 |                                                                       |                         |                  |                     |
| 58 | 10           | "Express Christmas"       | Michael Spiller | Cindy Chupack                                                         | 7 de dezembro de 2011   | 3ARG10           | 12.20               |
| A família se reúne na piscina de Jay e Gloria em um dia ensolarado de dezembro, e percebe que todos estarão espalhados no Natal que se aproxima, então eles partem com seus respectivos deveres para fazer uma festa de Natal improvisada. Portanto, Mitchell, Alex e Lily procuram uma árvore, Jay e Cameron embrulham presentes, Phil e Manny fazem compras, Gloria e Luke recuperam o anjo que a mãe de Claire e Mitchell fez para eles, do sótão, e Claire e Haley compram para presentes de última hora. |              |                           |                 |                                                                       |                         |                  |                     |
| 59 | 11           | "Lifetime Supply"         | Chris Koch      | Jeffrey Richman & Bill Wrubel                                         | 4 de janeiro de 2012    | 3ARG11           | 14.03               |
| Depois de ir ao médico e ter uma pequena dor no braço o médico faz uma exame e diz que ligaria se houvesse algo errado. Quando o médico liga quando Phil não pode atender e em seguida sai em viagem, Phil automaticamente tira suas próprias conclusões e começa a dizer seu adeus. Enquanto isso, Javier aparece sem avisar de novo e leva Manny para as corridas de cavalos e para uma festa de aniversário atrasado. Uma competição sutil acontece entre Mitchell e Cameron quando Mitchell traz para casa um prêmio da legislação ambiental e torna-se um jogo de quem tem o maior troféu. Gloria ensina espanhol para Haley. |              |                           |                 |                                                                       |                         |                  |                     |
| 60 | 12           | "Egg Drop"                | Jason Winer     | Paul Corrigan & Brad Walsh                                            | 11 de janeiro de 2012   | 3ARG12           | 12.12               |
| Luke e Manny tem um projeto da escola tendo que projetar a melhor cápsula que iria proteger um ovo em uma queda de dois andares, mas quando Claire e Jay descobrem o projeto eles interferem e criam uma competição, enquanto Haley e Gloria ajudam Phil com uma apresentação imobiliária. Cam e Mitchell se encontram com uma potencial mãe biológica. |              |                           |                 |                                                                       |                         |                  |                     |
| 61 | 13           | "Little Bo Bleep"         | Chris Koch      | Cindy Chupack                                                         | 18 de janeiro de 2012   | 3ARG14           | 11.89               |
| A família ajuda a Claire se preparar para o próximo debate televisionado com Duane Bailey para a sede da câmara municipal, mas eles vão fazer mais mal do que bem. Lily vai ser uma dama de honra, pela primeira vez, mas o problema é que ela apenas aprendeu seu primeiro palavrão e Mitch e Cam não sabem a melhor forma de lidar com este teste de paternidade novo. E Jay está muito preocupado com o comportamento estranho recente de Stella e põe a culpa em Gloria. |              |                           |                 |                                                                       |                         |                  |                     |
| 62 | 14           | "Me? Jealous?"            | Michael Spiller | Ben Karlin                                                            | 8 de fevereiro de 2012  | 3ARG13           | 12.90               |
| Phil está animado com um novo cliente e chama ele para jantar em sua casa e como despedida da noite, ele dá um beijo na boca de Claire. Claire diz a Phil do comportamento inapropriado do cliente, mas ela não consegue convencer Phil que está confiante demais com seu futuro cliente. Enquanto isso, Jay, Gloria, Mitch e Cam estão todos debaixo do mesmo teto o que consequentemente leva a várias intrigas sem motivo |              |                           |                 |                                                                       |                         |                  |                     |
| 63 | 15           | "Aunt Mommy"              | Michael Spiller | Abraham Higginbotham & Dan O'Shannon                                  | 15 de fevereiro de 2012 | 3ARG15           | 11.23               |
| Depois de vender uma casa para os amigos de Mitch e Cameron, Claire e Phil planejam um jantar comemorativo, onde eles bebem além da conta. Quando Phil e Claire acordam no dia seguinte e lembram da promessa terrível que fizeram a Mitchell e Cameron, resta saber como irão resolver esse problema. |              |                           |                 |                                                                       |                         |                  |                     |
| 64 | 16           | "Virgin Territory"        | Jason Winer     | Elaine Ko                                                             | 22 de fevereiro de 2012 | 3ARG17           | 11.54               |
| É um dia de realizações perturbadoras quando Mitchell consegue arruinar um dos momentos de maior orgulho de Jay no golfe, Phil ouve algo que pode mudar para sempre como ele vê a sua menina, e Gloria tropeça em um segredo perigoso Claire. Luke e Manny tentam criar problemas para Lily porque ela é muito fofa. |              |                           |                 |                                                                       |                         |                  |                     |
| 65 | 17           | "Leap Day"                | Gail Mancuso    | Danny Zuker                                                           | 29 de fevereiro de 2012 | 3ARG19           | 11.63               |
| Cameron nasceu em 29 de fevereiro, que acontece a cada 4 anos, e com oportunidades para celebrar na data em questão sendo tão poucas e distantes entre si, Mitchell se sente pressionado a tornar o aniversário de Cameron ainda mais especial; as pessoas começam a questionar a masculinidade de Jay; e os planos de Phil para o dia com os meninos são frustrados pelo ciclo menstrual das meninas. |              |                           |                 |                                                                       |                         |                  |                     |
| 66 | 18           | "Send Out the Clowns"     | Steven Levitan  | Steven Levitan & Jeffrey Richman & Bill Wrubel                        | 14 de março de 2012     | 3ARG16           | 10.60               |
| O ex-parceiro palhaço de Cameron chega à cidade. Enquanto isso, outra corretora de imóveis, Verna Roth, obtém uma lista que Phil estava tentando conseguir. Manny tem um amigo legal de novo, o que deixa tanto Jay como Gloria suspeitos desta amizade. |              |                           |                 |                                                                       |                         |                  |                     |
| 67 | 19           | "Election Day"            | Bryan Cranston  | Ben Karlin                                                            | 11 de abril de 2012     | 3ARG20           | 10.35               |
| No dia da eleição, a família faz uma campanha de última hora para Claire. Claire experimenta dificuldades técnicas durante as entrevistas. |              |                           |                 |                                                                       |                         |                  |                     |
| 68 | 20           | "The Last Walt"           | Michael Spiller | Dan O'Shannon & Paul Corrigan & Brad Walsh                            | 18 de abril de 2012     | 3ARG21           | 10.21               |
| Claire delicadamente ajuda a Luke a lidar com o fato de que seu amigo e seu antigo vizinho, Walt, faleceu. Phil leva Alex para passar algum tempo com ele e aumentar a ligação entre pai e filha, enquanto Haley faz uma festa não autorizada. Enquanto isso, Jay e Gloria vão para a casa de Mitch e Cam para jantar com o pai de Cam, Merle, que está na cidade para visitar. |              |                           |                 |                                                                       |                         |                  |                     |
| 69 | 21           | "Planes, Trains and Cars" | Michael Spiller | Paul Corrigan & Brad Walsh                                            | 2 de maio de 2012       | 3ARG18           | 10.06               |
| O amigo de Phil Andre (Kevin Hart) o convence a comprar um conversível de dois lugares em vez de seu Cadillac normal, ao qual a resposta de Claire está longe de ser a esperada. Cam e Mitchell perdem o coelho de pelúcia favorito de Lily no metrô e fazem de tudo para recuperá-lo. Enquanto isso, Jay, Gloria e Manny fazem uma viagem para a reunião de Jay do colégio, mas enfrentam problemas ao longo do caminho. |              |                           |                 |                                                                       |                         |                  |                     |
| 70 | 22           | "Disneyland"              | James Bagdonas  | Cindy Chupack                                                         | 9 de maio de 2012       | 3ARG22           | 10.58               |
| Quando a família viaja para a Disneylândia, Phil se esforça para acompanhar Luke. Claire tenta arranjar Haley para Ethan (Matt Prokop), o sobrinho de um amigo, mas fica chocada quando eles encontram Dylan. Jay e Gloria discordam sobre o que são sapatos confortáveis para o dia, e Cam e Mitch tentam conter a nova tendência de Lily para correr. |              |                           |                 |                                                                       |                         |                  |                     |
| 71 | 23           | "Tableau Vivant"          | Gail Mancuso    | Elaine Ko & Jeffrey Richman & Bill Wrubel                             | 16 de maio de 2012      | 3ARG23           | 9.36                |
| Gloria e Jay brigam enquanto tentam pedir o almoço em uma lanchonete; Claire e Cam têm teorias diferentes sobre como disciplinar as crianças; Luke aceita um prêmio sob falsos pretextos; Phil tem dificuldade em demitir Mitchell de seu emprego temporário na agência imobiliária; toda a família participa da exibição de arte viva de Alex da pintura de Ação de Graças de Norman Rockwell "Freedom from Want". |              |                           |                 |                                                                       |                         |                  |                     |
| 72 | 24           | "Baby on Board"           | Steven Levitan  | Abraham Higginbotham                                                  | 23 de maio de 2012      | 3ARG24           | 10.07               |
| Tem sido uma montanha-russa emocional para Mitch e Cam em sua busca para adotar outra criança. Em seu mais recente passeio, eles têm que levar Gloria como tradutora, deixando Jay e Manny para cuidar de Lily, que tem um grande recital de dança chegando. Enquanto isso, Claire e Phil têm um momento de pais orgulhosos quando eles enviam Alex ao seu primeiro baile. Haley faz um anúncio chocante sobre seus planos para o futuro. |              |                           |                 |                                                                       |                         |                  |                     |

## Produção

### Desenvolvimento
A terceira temporada do programa foi produzida pela Lloyd-Levitan Productions em associação com a 20th Century Fox Television e foi ao ar na American Broadcasting Company (ABC). Modern Family foi produzido pelos co-criadores Christopher Lloyd e Steven Levitan, que atuam como produtores executivos e showrunners, com Bill Wrubel como co-produtor executivo. A estreia da temporada foi filmada em um rancho de acordo com a estrela de Modern Family, Eric Stonestreet. A primeira escolha para o cenário do rancho era Jackson, Wyoming. Outras cidades que foram consideradas foram Tucson, Arizona e Bozeman, Montana. A estreia da temporada foi a primeira a contar com uma hora de duração. A temporada contou com o segundo episódio de Natal e o primeiro episódio de Ação de Graças. A temporada também adicionou novos escritores, incluindo Cindy Chupack como co-produtora executiva e Ben Karlin como produtor consultor. Em 29 de fevereiro de 2012, o elenco filmou um episódio em locações na Disneylândia. O episódio foi ao ar em 9 de maio de 2012.

### Casting
Assim como a temporada passada, a segunda temporada apresenta um ensemble cast. A série se concentra em Jay Pritchett (Ed O'Neill), sua filha Claire Dunphy (Julie Bowen) e seu filho Mitchell Pritchett (Jesse Tyler Ferguson), que moram em Los Angeles. Claire é uma dona de casa casada com Phil Dunphy (Ty Burrell); eles têm três filhos, Haley (Sarah Hyland), a adolescente típica, Alex (Ariel Winter), a inteligente filha do meio, e Luke (Nolan Gould), o excêntrico filho único. Jay é casado com uma colombiana muito mais jovem, Gloria (Sofía Vergara), e a está ajudando a criar seu filho pré-adolescente, Manny (Rico Rodriguez). Mitchell e seu parceiro Cameron Tucker (Eric Stonestreet) adotaram uma bebê vietnamita, Lily (Aubrey Anderson-Emmons). Os atores mirins só foram obrigados a aparecer em 22 episódios.
Perto do final da segunda temporada, houve rumores dos produtores reformulando o papel de Lily e mudando sua idade de bebê para criança. Em julho de 2011, uma chamada de elenco para uma "filha de Mitchell e Cameron de 3 a 4 anos" foi lançada pelos produtores. Eles acabaram escalando Aubrey Anderson-Emmons para substituir Jayden e Ella Hiller. A temporada também contou com várias estrelas convidadas. Na estreia da temporada, Tim Blake Nelson estrelou como um cowboy que "intimida os rapazes e manda um tweet nos corações das garotas". Benjamin Bratt estrelou como o pai de Manny e ex-marido de Gloria, marcando a segunda aparição de Bratt na série. David Cross teve um papel recorrente na série como um vereador que se torna inimigo de Claire.

### Roteiro
A temporada também contou com o desenvolvimento da personagem de Lily. Existe a possibilidade de Cameron e Mitchell adotarem outro bebê, embora não seja definitiva. A temporada também contou com o último ano do ensino médio de Haley, e ela sendo mostrada a pelo menos uma perspectiva de ingressar na faculdade.

## Recepção

### Resposta da crítica
A temporada recebeu uma recepção geral mista, a maioria dos quais afirmou que a série havia perdido um pouco de sua originalidade e sagacidade ao ser vítima de clichês de comédia. O revisor Peter Swanson da Slant Magazine escreveu que embora o primeiro episódio tenha sido "o tipo de acrobacias malucas geralmente reservadas para a quinta ou sexta temporada de uma sitcom agonizante", os episódios seguintes "foram melhores [...] mas ainda são desiguais". Ele também criticou os escritores por confiarem demais em "episódios de acrobacias e participações especiais de celebridades, como David Cross". Ele deu à temporada nota 3 de 4 estrelas. Os revisores do HitFix, Alan Sepinwall e Daniel Feinberg, consideraram a temporada desigual e Feinberg criticou a temporada pela multidão de estrelas convidadas como David Cross. Sepinwall também criticou a escrita do personagem de Bowen por ser "estridente e zangada". Apesar disso, os dois elogiaram o desempenho das crianças. James Parker do The Atlantic disse, no início da terceira temporada, que "Modern Family é muito, muito engraçado, quase impiedoso", [é] uma espécie de master class em ritmo e brevidade ... A escrita é Vorsprung durch Technik: freneticamente comprimida, mas dramaticamente elegante, pródiga em seus zingers e roncadores, mas austera em sua construção." Ele descobriu que era uma exceção à sua antipatia por comédias que evitam uma trilha de risadas. Apesar das críticas negativas, a terceira temporada ganhou seu primeiro Globo de Ouro de Melhor Série de Televisão - Musical ou Comédia, derrotando Glee, duas vezes vencedor.

### Audiência
Com a ajuda de ter ganhado o Primetime Emmy Award de Melhor Série de Comédia pela segunda vez, a audiência da estreia de uma hora da temporada, "Dude Ranch" / "When Good Kids Go Bad", aumentou 18% em comparação com a estreia da temporada anterior, "The Old Wagon" tornando-o o episódio com maior audiência da série e a estreia da ABC com maior audiência em seis anos. "Dude Ranch" / "When Good Kids Go Bad" terminou em primeiro na audiência com uma classificação de 6.2 entre adultos com idades entre 18 e 49 anos. As altas classificações levaram a um aumento no custo de um anúncio, com uma média de US$ 249.388 por comercial de 30 segundos, tornando-o um dos programas de maior custo da temporada.
| №  | Título                    | Exibição original       | Rating/share (18–49) | Audiência (em milhões) | DVR (18–49) | Audiência em DVR (milhões) | Total (18–49) | Audiência total (em milhões) |
| -- | ------------------------- | ----------------------- | -------------------- | ---------------------- | ----------- | -------------------------- | ------------- | ---------------------------- |
| 1  | "Dude Ranch"              | 21 de setembro de 2011  | 6.2/15               | 14.52                  | 2.4         | 4.70                       | 8.6           | 19.23                        |
| 2  | "When Good Kids Go Bad"   | 21 de setembro de 2011  | 6.0/15               | 14.54                  | 2.3         | 4.63                       | 8.3           | 19.17                        |
| 3  | "Phil on Wire"            | 28 de setembro de 2011  | 5.7/15               | 13.45                  | 2.2         | 4.46                       | 7.9           | 17.91                        |
| 4  | "Door to Door"            | 5 de outubro de 2011    | 5.7/15               | 13.24                  | 2.4         | 4.82                       | 8.1           | 18.06                        |
| 5  | "Hit and Run"             | 12 de outubro de 2011   | 5.9/14               | 13.65                  | 2.4         | 4.71                       | 8.3           | 18.36                        |
| 6  | "Go Bullfrogs!"           | 19 de outubro de 2011   | 5.7/14               | 13.04                  | 2.3         | 4.39                       | 8.0           | 17.44                        |
| 7  | "Treehouse"               | 2 de novembro de 2011   | 5.7/14               | 13.37                  | 2.6         | 4.92                       | 8.3           | 18.29                        |
| 8  | "After the Fire"          | 16 de novembro de 2011  | 5.6/14               | 12.91                  | 2.4         | 4.81                       | 8.0           | 17.73                        |
| 9  | "Punkin Chunkin"          | 23 de novembro de 2011  | 4.6/12               | 12.72                  | N/A         | N/A                        | N/A           | N/A                          |
| 10 | "Express Christmas"       | 7 de dezembro de 2011   | 5.1/13               | 12.20                  | 2.5         | 4.94                       | 7.6           | 17.14                        |
| 11 | "Lifetime Supply"         | 4 de janeiro de 2012    | 5.7/14               | 14.03                  | 2.4         | 4.85                       | 8.1           | 18.88                        |
| 12 | "Egg Drop"                | 11 de janeiro de 2012   | 5.1/13               | 12.12                  | 2.3         | 4.57                       | 7.4           | 16.70                        |
| 13 | "Little Bo Bleep"         | 18 de janeiro de 2012   | 5.1/12               | 11.89                  | 2.7         | 5.24                       | 7.8           | 17.13                        |
| 14 | "Me? Jealous?"            | 8 de fevereiro de 2012  | 5.5/14               | 12.90                  | 2.7         | 5.17                       | 8.2           | 18.09                        |
| 15 | "Aunt Mommy"              | 15 de fevereiro de 2012 | 4.7/12               | 11.23                  | 2.7         | 5.46                       | 7.4           | 16.71                        |
| 16 | "Virgin Territory"        | 22 de fevereiro de 2012 | 4.8/12               | 11.54                  | 2.8         | 5.20                       | 7.6           | 16.76                        |
| 17 | "Leap Day"                | 29 de fevereiro de 2012 | 4.8/12               | 11.63                  | 2.7         | 5.20                       | 7.5           | 16.76                        |
| 18 | "Send Out the Clowns"     | 14 de março de 2012     | 4.5/12               | 10.60                  | 2.5         | 4.82                       | 7.0           | 15.42                        |
| 19 | "Election Day"            | 11 de abril de 2012     | 4.2/11               | 10.35                  | 2.0         | 4.25                       | 6.2           | 14.60                        |
| 20 | "The Last Walt"           | 18 de abril de 2012     | 4.1/11               | 10.21                  | 2.3         | 4.51                       | 6.4           | 14.72                        |
| 21 | "Plains, Trains and Cars" | 2 de maio de 2012       | 4.1/11               | 10.06                  | 2.1         | 4.13                       | 6.2           | 14.19                        |
| 22 | "Disneyland"              | 9 de maio de 2012       | 4.4/12               | 10.58                  | 2.3         | 4.54                       | 6.7           | 15.12                        |
| 23 | "Tableau Vivant"          | 16 de maio de 2012      | 3.9/11               | 9.36                   | 2.3         | 4.34                       | 6.2           | 13.70                        |
| 24 | "Baby on Board"           | 23 de maio de 2012      | 4.1/11               | 10.07                  | N/A         | N/A                        | N/A           | N/A                          |

### Prêmios e indicações
Apesar das críticas mistas, A terceira temporada recebeu 14 indicações ao Primetime Emmy Award, o maior número de indicações para uma comédia, e venceu 5 delas. A série obteve sua terceira indicação consecutiva para Melhor Série de Comédia e venceu novamente. Steven Levitan foi indicado para Melhor Direção de Série de Comédia por sua direção em "Baby on Board" e Jason Winer por "Virgin Territory", posteriormente Levitan venceu. Ty Burrell, Jesse Tyler Ferguson, Ed O'Neill e Eric Stonestreet foram todos indicados para Melhor Ator Coadjuvante em Série de Comédia, com Stonestreet vencendo. Julie Bowen e Sofía Vergara foram indicadas para Melhor Atriz Coadjuvante em Série de Comédia, com Bowen vencendo posteriormente. Greg Kinnear recebeu a indicação para Melhor Ator Convidado em Série de Comédia pelo seu papel de Tad em "Me? Jealous?", mas acabou não vencendo. A temporada recebeu outras cinco indicações ao Emmy. O programa também ganhou o Globo de Ouro de Melhor Série de Televisão - Musical ou Comédia.
| Primetime Awards               | Primetime Awards                                                            | Primetime Awards     | Primetime Awards                    | Primetime Awards |
| Ano                            | Categoria                                                                   | Indicados            | Papel/episódio                      | Resultado        |
| ------------------------------ | --------------------------------------------------------------------------- | -------------------- | ----------------------------------- | ---------------- |
| 2012                           | Melhor Série de Comédia                                                     | Modern Family        |                                     | Venceu           |
| 2012                           | Melhor Ator Coadjuvante em Série de Comédia                                 | Eric Stonestreet     | Cameron Tucker                      | Venceu           |
| 2012                           | Melhor Ator Coadjuvante em Série de Comédia                                 | Jesse Tyler Ferguson | Mitchell Pritchett                  | Indicado         |
| 2012                           | Melhor Ator Coadjuvante em Série de Comédia                                 | Ty Burrell           | Phil Dunphy                         | Indicado         |
| 2012                           | Melhor Ator Coadjuvante em Série de Comédia                                 | Ed O'Neill           | Jay Pritchett                       | Indicado         |
| 2012                           | Melhor Atriz Coadjuvante em Série de Comédia                                | Julie Bowen          | Claire Dunphy                       | Venceu           |
| 2012                           | Melhor Atriz Coadjuvante em Série de Comédia                                | Sofia Vergara        | Gloria Delgado-Pritchett            | Indicado         |
| 2012                           | Melhor Direção de Série de Comédia                                          | Steven Levitan       | Episódio: "Baby on Board"           | Venceu           |
| 2012                           | Melhor Direção de Série de Comédia                                          | Jason Winer          | Episódio: "Virgin Territory"        | Indicado         |
| Primetime Creative Arts Awards |                                                                             |                      |                                     |                  |
| 2012                           | Melhor Casting de Série de Comédia                                          | Jeff Greenberg       |                                     | Indicado         |
| 2012                           | Melhor Ator Convidado em Série de Comédia                                   | Greg Kinnear         | Papel: Tad Episódie: "Me? Jealous?" | Indicado         |
| 2012                           | Melhor Edição de Imagens de Câmera Única para Série de Comédia              | Ryan Case            | Episódio: "Leap Day"                | Indicado         |
| 2012                           | Melhor Edição de Imagens de Câmera Única para Série de Comédia              | Steven A. Rasch      | Episódio: "Election Day"            | Indicado         |
| 2012                           | Melhor Mixagem de Som para Série de Comédia ou Drama (meia hora) e Animação | Modern Family        | Episódio: "Dude Ranch"              | Venceu           |

## Lançamento em DVD
| Modern Family – The Complete Third Season | | | | | |
| Detalhes do DVD | Detalhes do DVD | Detalhes do DVD | Características Especiais | Características Especiais | Características Especiais |
| - 24 episódios - 3 discos - Áudio em Inglês (Dolby Digital 5.1 Surround) - Hard of Hearing - Legendas: Inglês - Legendas: Inglês, francês e espanhol | - 24 episódios - 3 discos - Áudio em Inglês (Dolby Digital 5.1 Surround) - Hard of Hearing - Legendas: Inglês - Legendas: Inglês, francês e espanhol | - 24 episódios - 3 discos - Áudio em Inglês (Dolby Digital 5.1 Surround) - Hard of Hearing - Legendas: Inglês - Legendas: Inglês, francês e espanhol | - Cenas Deletadas e Alternativas - Modern Family vai para Disneylândia - Album de "Modern Family" - Próxima Parada: Wyoming - Aventuras de Crianças Modernas - Um Natal de "Modern Family" - Um Dia no set com Ty - Lições da Auto-Escola - Ed O'Neill ganha estrela na Calçada da Fama - Gag-reel | - Cenas Deletadas e Alternativas - Modern Family vai para Disneylândia - Album de "Modern Family" - Próxima Parada: Wyoming - Aventuras de Crianças Modernas - Um Natal de "Modern Family" - Um Dia no set com Ty - Lições da Auto-Escola - Ed O'Neill ganha estrela na Calçada da Fama - Gag-reel | - Cenas Deletadas e Alternativas - Modern Family vai para Disneylândia - Album de "Modern Family" - Próxima Parada: Wyoming - Aventuras de Crianças Modernas - Um Natal de "Modern Family" - Um Dia no set com Ty - Lições da Auto-Escola - Ed O'Neill ganha estrela na Calçada da Fama - Gag-reel |
| Datas de lançamento | | | | | |
| Região 1 | Região 1 | Região 2 | Região 2 | Região 4 | Região 4 |
| 18 de setembro de 2012 | 18 de setembro de 2012 | 1 de outubro de 2012 | 1 de outubro de 2012 | 10 de outubro de 2012 | 10 de outubro de 2012 |